# Жаворонково (Алтайский край)
Жаворонково — село в Алтайском крае России. Входит в состав городского округа город Бийск.

## География
Расположено к юго-западу от Бийска.

## Климат
- Средняя температура января: −16
- Средняя температура июля: +20

## Население
| 1997 | 1998 | 1999 | 2000 | 2001 | 2002 |
| ---- | ---- | ---- | ---- | ---- | ---- |
| 135  | ↗146 | ↘143 | ↗153 | ↘138 | ↘115 |
| 2003 | 2004 | 2005 | 2006 | 2007 | 2008 |
| ↗160 | ↘151 | ↘134 | ↗139 | →139 | ↘125 |
| 2009 | 2010 | 2011 | 2012 | 2013 |      |
| ↘97  | ↗115 | ↗116 | ↘110 | ↗113 |      |

## Улицы
- Береговой пер.
- Болотный пер.
- Дачная ул.
- Забегаловская ул.
- Манаевский пер.
- Первомайская ул.
- Полевая ул.
- Рабочий пер.
- Садовый пер.
- Советская ул.
- Тихий пер.
- Чемровский пер.
- Школьный пер.